# Yibir
Gli Yibir, chiamati anche Yibbir, Yebir o Yahhar, sono una cabila del gruppo etnico dei somali.
Sono tradizionalmente endogami e le loro occupazioni ereditarie sono la magia, la lavorazione della pelle, la produzione di medicine tradizionali e la realizzazione di amuleti. Appartengono al clan Sab e talvolta ci si riferisce a loro come un clan minoritario, dei reietti nelle comunità somale a cui affidare i lavori più umili.
Secondo la tradizione somala, gli Yibir discendono da Mohammad Hanif di Hargeisa. Mohammad Hanif aveva reputazione di essere un mago pagano e secondo le leggende locali fu sconfitto da Yusuf bin Ahmad al-Kawneyn. Secondo questo mito, il resto della società somala ha da allora pagato un piccolo dono agli Yibir dopo la nascita di un figlio, come forma di compensazione.
La loro lingua viene mantenuta segreta agli altri clan somali. Sebbene siano musulmani ed etnicamente simili agli altri somali, sono tradizionalmente oggetto di discriminazione da parte delle fasce più alte della società.